# Sứ

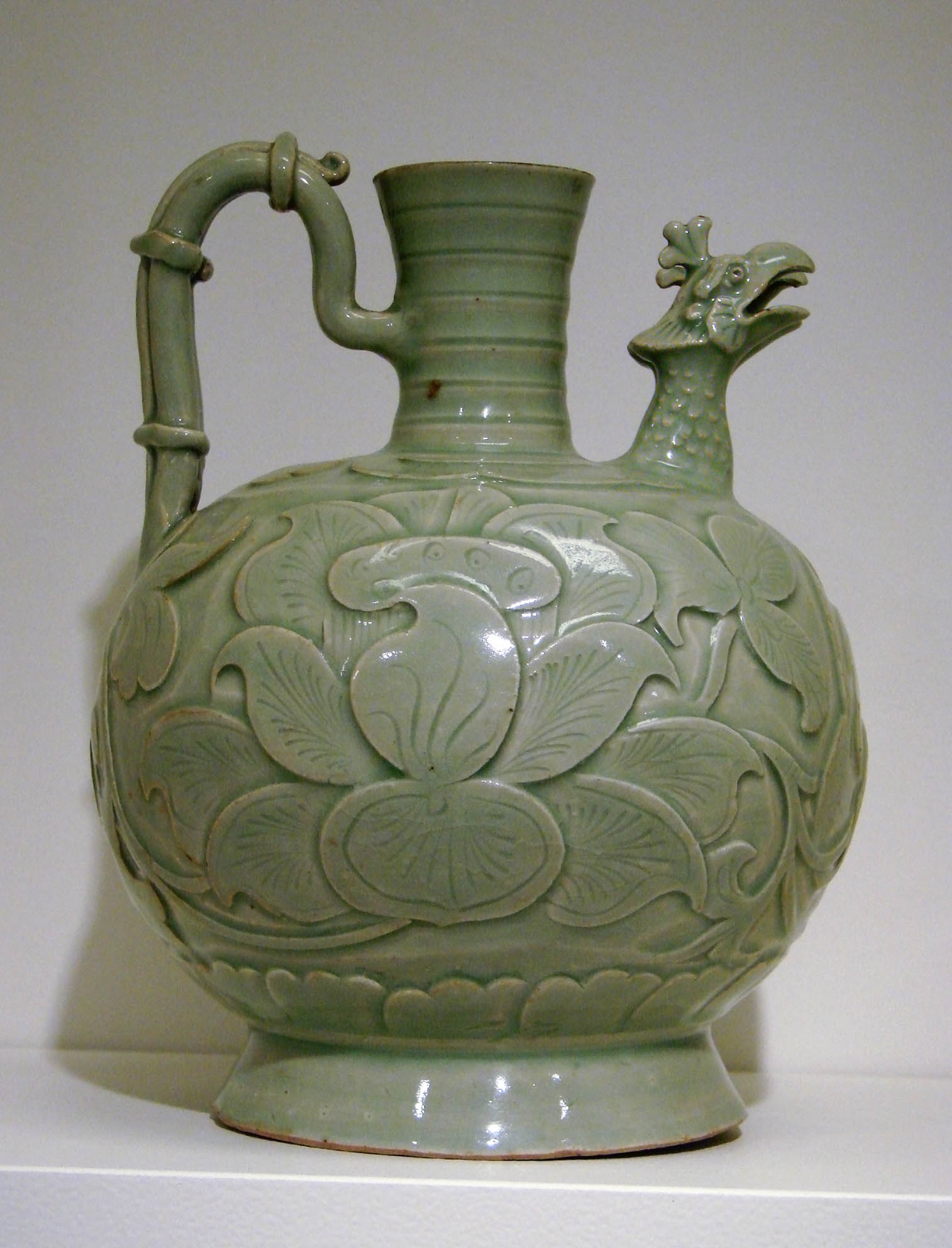
Một bình sứ tráng men ngọc bích thời Nhà Tống, thế kỷ 10, Trung Quốc.

Sứ là một dạng vật liệu gốm được tạo ra bằng cách đun nóng nguyên liệu, thường bao gồm đất sét ở dạng cao lanh, trong lò với nhiệt độ khoảng 1.200 °C (2.192 °F) và 1.400 °C (2.552 °F). Độ dẻo dai và độ sáng của sứ phát sinh chủ yếu là từ sự hình thành của thủy tinh và mullite khoáng sản trong các phần bị nung ở nhiệt độ cao.. Quy trình làm sứ được cho là có nguồn gốc từ Trung Quốc. Sứ có các đặc tính như độ thẩm thấu thấp, độ đàn hồi, độ bền, độ cứng, độ trong, độ giòn, độ trắng, độ sáng, và độ vang; sứ có tính đề kháng cao với chất hóa học và sốc nhiệt. Sứ được dùng làm bàn, bếp, đồ vệ sinh, và đồ trang trí, các sản phẩm nghệ thuật và gạch ngói. Sức đề kháng cao của nó với dòng điện giúp cho sứ trở thành một chất cách điện rất tốt. Sứ cũng được sử dụng trong sản phẩm làm răng giả.